# アンファン・テリブル
アンファン・テリブル（フランス語: enfant terrible）とは、恐ろしいほど遠慮がなく、その発言によって両親や他人を困惑させる子供のことを伝統的に指す、フランス語の表現である。

## 概説
日本語で直訳すると「恐るべき子供」となる。しかし、この表現は芸術、ファッション、音楽などにおいて、さまざまな用途で使われている。それらにおいては、非常に型破りで、人目を引き、ある場合には攻撃的であったり反抗的であったりする、成功を収めた若き天才を指す。

## 主な辞典における定義
オックスフォード英語辞典の第2版では、「時宜を得ない発言によって、年上の者を困惑させる子供」、「型破りであったり思慮に欠けていたりする言動によって、仲間や関係者の体面を傷つける人物」、「慣習に囚われない行動をとる人物」と定義されている。
ウェブスター辞典では、「著しく型破りで、革新的、アバンギャルドであり、非常に成功を収めた人物」と定義されている。